# Pitch Perfect 2
Série
The Hit Girls
(2012) Pitch Perfect 3
(2017)
Pour plus de détails, voir Fiche technique et Distribution.
Pitch Perfect 2, ou La Note parfaite 2 au Québec, est une comédie musicale américaine, réalisée par Elizabeth Banks et sortie en 2015. Le film est librement adapté du livre Pitch Perfect: The Quest for Collegiate A Cappella Glory de Mickey Rapkin.
Il s'agit de la suite de The Hit Girls, réalisé par Jason Moore et sorti en 2012.

## Synopsis
L'histoire se déroule trois ans après les événements du premier film. Le groupe des Bellas de Barden est maintenant dirigé par Beca et Chloe, et a trois victoires au Championnat national universitaire de chant a cappella. Cependant, le groupe fait partie d'un scandale national quand, lors d'une prestation du Kennedy Center pour l'anniversaire du Président Obama, "Amy la Baleine" déchire accidentellement son pantalon et dévoile ses parties intimes au public, ne portant pas de sous-vêtements. À cause de ce désastre, les Bellas sont suspendues du Championnat. Beca arrive alors à marchander pour que les Bellas puissent réintégrer la compétition à condition qu'elles gagnent le championnat du monde de chant a cappella.
Emily Schneck, une jeune fille qui commence son année de seconde, espère marcher dans les pas de sa mère Katherine en devenant une Bella. Elle va voir une performance des Troubadurs, dirigés maintenant par Jesse, le petit ami de Beca. Benji, le meilleur ami de Jesse, rencontre Emily et a le béguin pour elle.
Les Bellas apprennent que Das Sound Machine, un groupe de house allemand, ont remplacé le groupe pour leur tournée. En parallèle, Beca a commencé un stage dans un studio d'enregistrement, secret uniquement connu de Jesse.
Emily va voir les Bellas pour auditionner devant elle, étant donné qu'elles étaient absentes de la journée d'auditions. Elle y chante sa chanson encore en progrès, Flashlight, et réussit à les rejoindre.
Dans un spectacle où les vainqueurs du Championnat national sont censés se représenter, les Bellas rencontrent leurs rivaux, DSM, dirigés par les intimidants Pieter Krämer et Kommissar, qui prennent un malin plaisir à dénigrer le groupe de filles. Plus tard, les Bellas sont invitées dans un battle contre DSM, ainsi que d'autres groupes. Les Bellas arrivent en finale, mais perdent face à DSM quand Emily, paniquée, commence à chanter sa chanson, qui ne correspond pas à la catégorie du battle : Hits Hip-Hop des années 1990. 
Le lendemain, les chances de gagner des Bellas tournent au désastre quand les cheveux de Cynthia Rose prennent feu à cause des installations. Dans l'espoir de retrouver l'harmonie, Chloe emmène le groupe en retraite dans un camp dirigé par l'ancienne dirigeante des Bellas, Aubrey. Beca se dispute avec Chloe sur le fait qu'elle soit la seule à se préoccuper de l'avenir après les Bellas et sur l'obsession de Chloe pour le championnat du Monde.
Pour prouver à son patron qu'elle est capable de produire de la musique, Beca offre à Emily la chance de produire Flashlight dans le studio d'enregistrement. Le groupe réalise qu'il se séparera un jour ou l'autre, et les filles retrouvent l'harmonie en chantant Cups (When I'm Gone), la chanson qui avait permis à Beca de rejoindre les Bellas dans le premier film. Amy réalise qu'elle est amoureuse de Bumper, et le lendemain, elle s'en va s'excuser auprès de lui en canoë en chantant We Belong. Blessé, Bumper commence par rejeter Amy, puis la pardonne au fur et à mesure de la chanson. Au studio, Emily et Beca présentent leur chanson au patron de Beca, qui leur dit qu'il est envieux de leur talent et qu'il a hâte de travailler avec elles.
Les Bellas ont leur diplôme et se dirigent à Copenhague pour le championnat du monde. Elles chantent une version harmonisée de Flashlight avec Aubrey, Katherine, et les anciennes Bellas. Les Belles gagnent le championnat et retrouvent leur intégrité. Avant que les Bellas diplômées ne quittent Barden, elles offrent à Emily un bizutage en bonne et due forme en la faisant descendre l'escalier de la maison sur une luge.
Dans une scène incluse dans le générique de fin, Bumper se présente comme candidat à l'émission The Voice et choisit Christina Aguilera en tant que coach, avant de lui faire un câlin étrangement long.

## Fiche technique
Sauf indication contraire, les informations mentionnées dans cette section peuvent être confirmées par la base de données cinématographiques IMDb,  présente dans la section « Liens externes ».
- Titre original : Pitch Perfect 2
- Titre québécois : La Note parfaite 2
- Réalisation : Elizabeth Banks
- Scénario : Kay Cannon, d'après le livre de Mickey Rapkin
- Musique : Mark Mothersbaugh
- Supervision de la musique : Sarah Webster
- Photographie : Jim Denault
- Montage : Craig Alpert
- Direction artistique : Nate Jones
- Décors : Toby Corbett
- Costumes : Salvador Pérez Jr.
- Production : Elizabeth Banks, Paul Brooks (en), Max Handelman et Jason Moore
  - Coproduction : Kay Cannon et Jeff Levine
  - Production exécutive : Scott Niemeyer
- Sociétés de production : Brownstone Productions, Gold Circle Films et Universal Pictures
- Société de distribution :  Universal Pictures •  Universal Pictures International (UIP)
- Budget : 45 000 000 $
- Box-office : 277 738 570 $
- Pays de production :  États-Unis
- Langue originale : anglais
- Format : couleur – 2,35:1 — son Dolby Digital et SDDS
- Durée : 114 minutes
- Genre : comédie et film musical
- Dates de sortie :
  - États-Unis : 15 mai 2015
  - France : 22 juillet 2015
  - Belgique : 29 juillet 2015

## Distribution
Sauf indication contraire, les informations mentionnées dans cette section peuvent être confirmées par la base de données cinématographiques IMDb,  présente dans la section « Liens externes ».
Les Bellas de Barden
- Anna Kendrick (VF : Karine Foviau ; VQ : Catherine Bonneau) : Rebecca "Beca" Mitchell
- Brittany Snow (VF : Audrey Sablé ; VQ : Annie Girard) : Chloe Beale
- Rebel Wilson (VF : Gaëlle Marie ; VQ : Émilie Bibeau) : Patricia Hobart dite « Amy la baleine » (Fat Amy en VO)
- Hana Mae Lee (VF : Jade Jonot ; VQ : Aurélie Morgane) : Lilly Okanakamura
- Ester Dean (VF : Kim Schwarck ; VQ : Sarah Desjeunes) : Cynthia Rose Adams
- Alexis Knapp (VF : Julia Faure (actrice) ; VQ : Ariane-Li Simard-Côté) : Stacie Conrad
- Shelley Regner : Ashley Jones
- Kelley Jakle : Jessica Smith
- Hailee Steinfeld (VF : Claire Bouanich ; VQ : Célia Gouin-Arsenault) : Emily Schneck
- Chrissie Fit (VQ : Alice Pascual) : Florencia Fuentes

Autres personnages
- Skylar Astin (VF : Benjamin Pascal) : Jesse Swanson
- Anna Camp (VF : Alexandra Ansidei ; VQ : Kim Jalabert) : Aubrey Posen
- Ben Platt (VF : Juan Llorca ; VQ : Éric Paulhus) : Benji Applebaum
- Adam DeVine (VF : Fabrice Trojani ; VQ : Alexis Lefebvre) : Bumper Allen
- Flula Borg (VF : Jean Rieffel) : Pieter Krämer, co-leader de Das Sound Machine
- Birgitte Hjort Sørensen (VQ : Marie-Ève Soulard La Ferrière) : Kommissar, Co-Leader de Das Sound Machine
- Wanetah Walmsley : Denise
- Katey Sagal (VF : Martine Meirhaeghe ; VQ : Nathalie Coupal) : Katherine
- Keegan-Michael Key (VF : Serge Faliu ; VQ : François L'Écuyer) : Patron de Beca
- Elizabeth Banks (VF : Caroline Bourg ; VQ : Viviane Pacal) : Gail Abernathy-McKadden-Feinberger
- John Michael Higgins (VF : Pierre-François Pistorio ; VQ : François Sasseville (acteur)): John Smith
- Karen González (VF : Flora Kaprielian) : Barb
- CJ Perry : une ancienne Bella (« Legacy Bella »)

Dans leur propre rôle
- Snoop Dogg (VQ : Martin Desgagné)
- Les joueurs des Packers de Green Bay : Clay Matthews III, Josh Sitton, T. J. Lang, David Bakhtiari et Don Barclay (en)
- Pentatonix (équipe du Canada), avec Scott Hoying (en), Kirstin Maldonado, Mitch Grassi, Avi Kaplan, Kevin Olusola
- Penn Masala (en) (équipe de l'Inde, renommée « Naan Stops » dans le film)
- The Filharmonic (équipe des Philippines)
- Blake Shelton (VF : Boris Rehlinger ; VQ: Jean-François Beaupré) (caméo, jury de The Voice dans le générique de fin)
- Christina Aguilera (VQ :Mélanie Laberge) (caméo, jury de The Voice dans le générique de fin)
- Pharrell Williams (VF : Jean-Baptiste Anoumon ; VQ: Fayolle Jean Jr.) (caméo, jury de The Voice dans le générique de fin)
- Adam Levine (VQ : Philippe Martin) (caméo, jury de The Voice dans le générique de fin)
- Shonda Rhimes (image d'archive)
- Barack Obama (image d'archive)
- Michelle Obama (image d'archive)

 Source et légende : version française (VF) sur RS Doublage et Symphonia Films
Version québécoise (VQ) sur Doublage Québec

## Production
En décembre 2012, Skylar Astin a révélé que lui et Rebel Wilson ont eu une rencontre avec Universal Studios à propos d'une suite potentielle. En avril 2013, il a été confirmé qu'une suite sortirait en 2015. Elizabeth Banks allait réaliser cette suite, avec Kay Cannon qui revenait en tant que scénariste.
La chanson "Flashlight" d'Emily Schneck et qu'ensuite les Bellas chanteront à Copenhague, a été écrite, entre autres, par Sam Smith et Sia.

## Chansons
Voici les différentes chansons chantées a cappella dans le film.

### Anniversaire du président
- We Got the World - Icona Pop (Les Bellas)
- Timber - Ke$ha et Pitbull (Les Bellas)
- America the Beautiful (Les Bellas)
- Wrecking Ball - Miley Cyrus (Les Bellas)

### Réunion de rentrée
- Lollipop - Mika (Les Troubadurs / VQ : Les Treblemakers)

### Audition Emily Schneck
- Flashlight (Les Bellas)

### Salon Auto
- Uprising - Muse (Das Sound Machine)
- Tsunami - DVBBS & Borgeous (Das Sound Machine)

### Ligue Nationale A Capella Grand Dragons Ninja Laser
- The Thong Song - Sisqó (Das Sound Machine)
- Shake Your Booty - KC and the Sunshine Band (Les Trémolos / VQ Les Tonehangers)
- Low - Flo Rida (Les Bellas)
- Bootylicious - Destiny's Child (Les Green Bay Packers)
- Baby Got Back - Sir Mix-a-Lot (Les Troubadurs / VQ : Les Treblemakers)
- Live Like You Were Dying - Tim McGraw (Les Trémolos / VQ Les Tonehangers)
- Before He Cheats - Carrie Underwood (Les Bellas)
- A Thousand Miles - Vanessa Carlton (Das Sound Machine)
- We Are Never Ever Getting Back Together - Taylor Swift (Les Bellas)
- What's Love Got to Do with It - Tina Turner (Les Trémolos / VQ Les Tonehangers)
- This Is How We Do It - Montell Jordan (Das Sound Machine)
- Doo Wop - Lauryn Hill (Les Bellas)
- Poison - Bell Biv DeVoe (Das Sound Machine)
- Scenario - A Tribe Called Quest (Les Bellas)
- Insane in the Brain - Cypress Hill (Das sound Machine)
- Flashlight (Les Bellas)
- Jump - Kris Kross (Das Sound Machine)

### Spectacle contrat
- Promises - Nero (Les Bellas)
- Problem - Natalia Kills (Les Bellas)

### Camp des Feuilles mortes
- Torn - Natalie Imbruglia (Les Bellas)
- Boogie Woogie Bugle Boy - The Andrew Sisters (Les Bellas)
- You Can't Hurry Love - Phil Collins (Les Bellas)
- Lady Marmalade - Christina Aguilera ft. Mýa, P!nk, Lil Kim, Missy Elliott) (Les Bellas)
- Mmmbop - Hanson (Les Bellas)
- My Lovin' (You're Never Gonna Get It) - En vogue (Les Bellas)
- Song cup - Lulu and the Lampshades (Les Bellas)

### Scène du lac
- We Belong - Pat Benatar (Amy la baleine et Bumper)

### Championnat du monde
- Any Way You Want It - Journey (Les Pentatonix, les Filharmonic et les Penn Masala)
- My Songs Know What You Did In The Dark (Light Em Up) - Fall out boy (Das Sound Machine)
- All I Do Is Win - Dj Khaled ft T-Pain, Ludacris, Snoop Dogg and Rick Ross (Das Sound Machine)
- Run the World (Girls) - Beyoncé (Les Bellas)
- Where Them Girls At - David Guetta (ft Flo Rida et Nicki Minaj) (Les Bellas)
- We Belong - Pat Benatar (Les Bellas)
- Timber - Ke$ha et Pitbull (Les Bellas)
- Flashlight (Les Bellas)

## Accueil

### Accueil critique
Dans l'ensemble, Pitch Perfect 2 reçoit un accueil positif.
Sur le site d'Allociné le film reçoit des critiques positives. Le site lui donne une moyenne de 2,5/5 à partir de l'interprétation de 16 critiques de presse.
Sur le site de Metacritic, il obtient un Metascore de 63/100 basé sur 39 avis.
Le site de Rotten Tomatoes lui donne un taux d'approbation de 66 % basé sur 155 votes.

### Box-office
Pitch Perfect 2 s'installe en deuxième position des meilleurs démarrages en France pour la première semaine d'exploitation. La comédie musicale a rempli 35 250 fauteuils dans 332 salles.
Pitch Perfect 2 totalise 268 000 entrées en France après trois semaines de distribution et 273 000 après quatre semaines. Au niveau mondial, le film totalise 286,000,000$ de recettes en salles.

## Suite
Une suite, Pitch Perfect 3, est sortie en 2017.